# زكي عبد المجيد
زكي عبد المجيد (17 يونيو 1931 - 18 ديسمبر 2010)، ممثل مصري.

## عن حياته
تعلم بمدرسة التوفيقية، ثم إلتحق بكلية التربية الرياضية، وتخرج منها في يونيه 1956، نتيجة لحبه الشديد للتمثيل إلتحق بمعهد التمثيل ودرس الفن والتربية الرياضية في نفس الوقت وتخرج منه في سبتمبر 1955، بدأ حياته الفنية بدور زكى حكيم الصحة في فيلم (دعاء الكروان) عام 1959 ثم إتجه إلى التليفزيون في بداية إرساله في عام 1960 واشترك في ساقية الصاوى، بدور رئيسى كأحد أبناء السلطان (عبد الغنى قمر)، عمل في عدد من الأفلام المصرية بأدوار صغيرة، وفي العام 1973 سافر إلى ليبيا للعمل في جامعة طرابلس وقام هناك بإخراج العديد من المسرحيات منها (عبد الرحمن الناصر) تأليف (عباس علام)، كان يعمل في رعاية الشباب جامعة عين شمس حتى أصبح مدير عام رعاية الشباب عام 1982، تفرغ في فترة الثمانينيات للعمل في المسلسلات الدينية والتاريخية،
حصل على جائزة زكى طليمات التذكارية عن الابداع الفنى في 26 ديسمبر 1987
وحصل على جائزة احسن ممثل عن دور الوليد بن المغيرة في العمل الاذاعى سيف الله خالد في مهرجان القاهرة للإذاعة والتليفزيون 10 يوليو 2002
آخر أعماله شرخ في جدار العمر وكراتينا
توفى 18 ديسمبر 2010 عن عمر يناهز 79 عام

## من أعماله
الأفلام
•	دعاء الكروان 1959. حسن ونعيمة (رمضان) 1959. نور الليل (زكى) 1959 الغجرية 1960 	في بيتنا رجل 1961 غرام الأسياد 1961
المسلسلات التليفزيونية
الرحيل 1965- عمروبن العاص إخراج عادل صادق -عمر بن عبد العزيز إخراج منير التونى
نور الدين زنكى -عقبة بن نافع إنتاج رياض العريان -الامام ابوحنيفة إخراج فائق إسماعيل
رسول الإنسانية 1980-أبناء في العاصفه 1980. فرسان الله -الفتوحات الإسلامية 1981. القضاء في الإسلام ج4 1993
. باب الشعرية. الامام مسلم. نور الايمان -محمد رسول الله ج (1) 1980
الضباب -رحلة في نفوس البشر -الرجل والطريق. المفسدون في الأرض
طارق من السماء -اليتم والحب -ألف ليلة وليلة: على بابا والأربعين حرامى ضمضام 1995
ويبقى الامل-الفرسان)جعفرالبرمكى) 1994-القضاء في الإسلام ج5 1995
-حلم الجنوبي 1995- ملكة من الجنوب
زيزينيا (مكرم عبيد)-الهـودج 2001 -شرخ في جدار العمر-الإمام محمد عبده2005 -كارنتينا 2005
المسلسلات الاذاعية
الغريب -من الحياة -ابن النيل - مهاجر إلى الحب -طريق السراب
ليلى والايام -فاطمة النبوية -عالم القصة -لا اختيار في الحب
مع الله -الامام الرفاعى -حكايات الشعوب -الحسن الأنور
افواه وارانب -حكاوى زمان -على زين العابدين
كليوبترا -محمد رسول الله -السيدة عائشة
سيف الله خالد (الوليد بن المغيرة)
المسرحيات
المخطوف مع تغريد البشبيشى وابولمعة 1984
البرامج الاجتماعية الدرامية
بين الناس
. فكرة خاطئة سهرة تليفزيونية

## روابط خارجية
- زكي عبد المجيد على موقع الدهليز
- زكي عبد المجيد على موقع قاعدة بيانات الأفلام العربية